# Poder político cresce do cano de uma arma
Poder político cresce do cano de uma arma (chinês: 枪杆子里面出政权, pinyin: Qiānggǎnzi lǐmiàn chū zhèngquán) é uma frase que foi cunhada pelo líder comunista chinês Mao Tsé-Tung. A frase foi originalmente usada por Mao durante uma reunião de emergência do Partido Comunista Chinês (PCC) em 7 de agosto de 1927, no início da Guerra Civil Chinesa.
Mao empregou a frase uma segunda vez em 6 de novembro de 1938, durante seu discurso de conclusão na sexta Sessão Plenária do sexto Comitê Central do PCC. O discurso dizia respeito tanto à Guerra Civil quanto à Segunda Guerra Sino-Japonesa, que havia começado no ano anterior.
Em 1960, uma parte do discurso de 1938 foi extraída e incluída nas Obras Escolhidas de Mao, com o título "Problemas da Guerra e da Estratégia". No entanto, a frase central foi popularizada em grande parte como resultado de seu destaque em Citações do Presidente Mao Tsé-Tung (1964) de Mao.

## Sexta sessão plenária
O parágrafo de 1938 contendo a frase é reproduzido abaixo; a frase central (em negrito), citada como derivada do discurso de 1938 através das Obras Escolhidas, é a dada nas Citações de Mao.
Os comunistas não lutam pelo poder militar pessoal (eles não devem, em nenhuma circunstância, fazer isso, e nunca mais deixar ninguém seguir o exemplo de Chang Kuo-tao), mas eles devem lutar pelo poder militar para o Partido, pelo poder militar para o povo. E agora que uma guerra nacional de resistência está em curso, devemos também lutar pelo poder militar para a nação. Se houver ingenuidade na questão do poder militar, não chegaremos a resultado algum. É muito difícil para o povo trabalhador, que durante vários milénios foi enganado e intimidado pelas classes dominantes reacionárias, chegar a adquirir a consciência da importância de ter as armas nas suas próprias mãos. Agora que a opressão do imperialismo japonês e a resistência a escala nacional empurraram o povo trabalhador para a arena da guerra, os comunistas devem mostrar-se os dirigentes mais conscientes nessa guerra. Todo comunista deve compreender a verdade: "O poder político cresce do cano de uma arma". O nosso princípio é o seguinte: o Partido comanda a arma, e jamais permitiremos que a arma comande o Partido. Todavia, possuindo-se as armas, podem efetivamente criar-se as organizações do Partido, como prova a poderosa organização do Partido que o Exército da Oitava Rota criou no Norte da China. Do mesmo modo, é possível formar quadros, criar escolas, desenvolver a cultura e organizar movimentos de massas. Tudo o que existe em Yan'an foi criado com a ajuda das armas. Com o cano de uma arma pode obter-se tudo. Do ponto de vista da teoria marxista do Estado, o exército é o principal componente do poder de Estado. Todo aquele que quiser conquistar e manter o poder de Estado deverá possuir um forte exército. Algumas pessoas ironizam a nosso respeito, tratando-nos de partidários da “teoria da omnipotência da guerra”. Sim, nós somos defensores da teoria da omnipotência da guerra revolucionária; isso não é mau, é bom, isso é marxista. As armas do Partido Comunista Russo criaram o socialismo. Nós criaremos a república democrática. A experiência da luta de classes na era do imperialismo ensina-nos que só com o poder das armas a classe operária e as massas trabalhadoras podem derrotar a burguesia e os senhores de terras que estão, ambos, armados. Nesse sentido é correto dizer-se que só com as armas se pode transformar o mundo. Nós somos partidários da abolição da guerra; nós não queremos a guerra. Contudo, a guerra só pode abolir-se com a guerra. Para acabar com as armas há que pegar em armas.— Obras Escolhidas de Mao Tsetung, Vol. 2, pp. 224-225